# Artur Bethke
Artur Bethke (* 29. Juli 1934 in Resehl, Kreis Naugard; † 19. April 2024) war Professor für Nordistik und Rektor der Ernst-Moritz-Arndt-Universität Greifswald.

## Leben
Der Sohn eines Bauern machte sein Abitur an der Arbeiter-und-Bauern-Fakultät Greifswald. 1955 trat er der SED bei und studierte von 1957 bis 1962 in Greifswald Nordistik. Nach Promotion 1967 und Habilitation 1977 wurde Bethke zum ordentlichen Professor für Nordistik in Greifswald berufen.
Während der Wende wurde Bethke stellvertretender Minister für Hoch- und Fachschulwesen der DDR, kehrte 1990 aber nach Greifswald zurück und ging 1991 in den Vorruhestand.
Im April 2024 verstarb Artur Bethke im Alter von 89 Jahren.

## Schriften
- Pelle Molin: Erzählungen. Leipzig 1962 (Hg.)
- August Strindberg: Dramen. Rostock 1983 (Hg.)
- Nordeuropäische Literaturen. Leipzig 1978
- Selma Lagerlöf: Erzählungen. Leipzig 1980 (Hg.)